# Primera dama de Panamá
La primera dama de Panamá es el título protocolario de primera dama que ocupa tradicionalmente la cónyuge del presidente de Panamá. En ocasiones, el título se ha aplicado a las mujeres que no fueron esposas del mandatario, como cuando este era soltero o viudo, o cuando por alguna circunstancia la cónyuge del presidente no pudo realizar las tareas correspondientes a las de una primera dama.
Este no es un cargo de elección, no tiene funciones establecidas y no recibe sueldo. Pese a ello, la primera dama de Panamá asiste a ceremonias oficiales y funciones de estado, ya sea con o sin representación del presidente. Generalmente, la primera dama no tiene empleo mientras ejerce como tal. La oficina de la primera dama también se encarga de los acontecimientos sociales y ceremoniales.

## Lista de primeras damas de Panamá
Esta es una lista de las primeras damas de Panamá a partir de la separación de Colombia: (Lista incompleta)
| Retrato | Nombre                                                       | Presidente                   | Periodo                                         |
| ------- | ------------------------------------------------------------ | ---------------------------- | ----------------------------------------------- |
|         | María de la Ossa de Amador (de soltera: De la Ossa)          | Manuel Amador Guerrero       | 20 de febrero de 1904-1 de octubre de 1908      |
|         | Josefa Jované de Obaldía                                     | José Domingo de Obaldía      | 1 de octubre de 1908-1 de marzo de 1910         |
|         | Rita Barsallo de Mendoza                                     | Carlos A. Mendoza            | 1 de marzo de 1910-1 de octubre de 1910         |
|         | Teodolinda Briceño de Boyd                                   | Federico Boyd                | 1 de octubre de 1910-5 de octubre de 1910       |
|         | Vacante (por viudez)                                         | Pablo Arosemena              | 5 de octubre de 1910-1 de octubre de 1912       |
|         | Alicia Castro de Porras                                      | Belisario Porras             | 1 de octubre de 1912-1 de octubre de 1916       |
|         | Diana Dutary de Valdés                                       | Ramón Maximiliano Valdés     | 1 de octubre de 1916-3 de junio de 1918         |
|         | Kerima Gutiérrez de Díaz                                     | Pedro Antonio Díaz           | 1 de octubre de 1918-12 de octubre de 1918      |
|         | Alicia Castro de Porras                                      | Belisario Porras             | 12 de octubre de 1918-30 de enero de 1920       |
|         | Oderay Arango de Lefevre                                     | Ernesto T. Lefevre           | 30 de enero de 1920-1 de octubre de 1920        |
|         | Ofelina Remón de Chiari                                      | Rodolfo Chiari               | 1 de octubre de 1924-1 de octubre de 1928       |
|         | Hersilia Arias de Arosemena                                  | Florencio Harmodio Arosemena | 1 de octubre de 1928-3 de enero de 1931         |
|         | Rosario Guardia de Arias                                     | Harmodio Arias Madrid        | 3 de enero de 1931-16 de enero de 1931          |
|         | Amelia Lyons de Alfaro                                       | Ricardo J. Alfaro            | 16 de enero de 1931-5 de junio de 1932          |
|         | Rosario Guardia de Arias                                     | Harmodio Arias Madrid        | 5 de junio de 1932-1 de octubre de 1936         |
|         | Malvina Galindo de Arosemena                                 | Juan Demóstenes Arosemena    | 1 de octubre de 1936-16 de diciembre de 1939    |
|         | Adela Moré de Fernández                                      | Ezequiel Fernández Jaén      | 16 de diciembre de 1939-18 de diciembre de 1939 |
|         | Raquel de la Guardia de Boyd (de soltera: De la Guardia)     | Augusto Samuel Boyd          | 18 de diciembre de 1939-1 de octubre de 1940    |
|         | Ana Matilde Linares de Arias                                 | Arnulfo Arias Madrid         | 1 de octubre de 1940-9 de octubre de 1941       |
|         | Vacante (por soltería)                                       | Ricardo de la Guardia        | 9 de octubre de 1941-4 de marzo de 1943         |
|         | Carmen Estripeaut de la Guardia                              | Ricardo de la Guardia        | 4 de marzo de 1943-15 de junio de 1945          |
|         | Beatriz de la Guardia de Jiménez (de soltera: De la Guardia) | Enrique A. Jiménez           | 15 de junio de 1945-7 de agosto de 1948         |
|         | Celia Quelquejeu de Díaz                                     | Domingo Díaz Arosemena       | 7 de agosto de 1948-28 de julio de 1949         |
|         | Isabel Icaza de Chanis                                       | Daniel Chanis Pinzón         | 28 de julio de 1949-25 de noviembre de 1949     |
|         | Cecilia Orillac de Chiari                                    | Roberto F. Chiari            | 20 de noviembre de 1949-24 de noviembre de 1949 |
|         | Ana Matilde Linares de Arias                                 | Arnulfo Arias Madrid         | 24 de noviembre de 1949-9 de mayo de 1951       |
|         | Heliodora Arosemena de Arosemena                             | Alcibíades Arosemena         | 9 de mayo de 1951-1 de octubre de 1952          |
|         | Cecilia Pinel de Remón                                       | José Remón Cantera           | 1 de octubre de 1952-2 de enero de 1955         |
|         | Olga Arias de Arias                                          | Ricardo Arias Espinosa       | 29 de marzo de 1955-1 de octubre de 1956        |
|         | Mercedes Galindo de la Guardia                               | Ernesto de la Guardia        | 1 de octubre de 1956-1 de octubre de 1960       |
|         | Cecilia Orillac de Chiari                                    | Roberto F. Chiari            | 1 de octubre de 1960-1 de octubre de 1964       |
|         | Petita Saa de Robles                                         | Marco Aurelio Robles         | 1 de octubre de 1964-1 de octubre de 1968       |
|         | Mireya Moscoso de Arias                                      | Arnulfo Arias Madrid         | 1 de octubre de 1968-11 de octubre de 1968      |
|         | Elizabeth Roger de Lakas                                     | Demetrio B. Lakas            | 18 de diciembre de 1969-11 de octubre de 1978   |
|         | Adela Ruiz de Royo                                           | Arístides Royo               | 11 de octubre de 1978-31 de julio de 1982       |
|         | Mercedes Martínez de la Espriella                            | Ricardo de la Espriella      | 31 de julio de 1982-13 de febrero de 1984       |
|         | Luzmila Arosemena de Illueca                                 | Jorge Illueca                | 13 de febrero de 1984-11 de octubre de 1984     |
|         | María Consuelo Rivera de Ardito Barletta                     | Nicolás Ardito Barletta      | 11 de octubre de 1984-27 de septiembre de 1985  |
|         | Mariela de Delvalle                                          | Eric Arturo Delvalle         | 28 de septiembre de 1985-26 de febrero de 1988  |
|         | Marcela Endara Cambra                                        | Guillermo Endara             | 20 de diciembre de 1989-11 de junio de 1990     |
|         | Ana Mae Díaz de Endara                                       | Guillermo Endara             | 11 de junio de 1990-1 de septiembre de 1994     |
|         | Dora Boyd de Pérez Balladares                                | Ernesto Pérez Balladares     | 1 de septiembre de 1994-1 de septiembre de 1999 |
|         | Ruby Moscoso de Young                                        | Mireya Moscoso               | 1 de septiembre de 1999-1 de septiembre de 2004 |
|         | Vivian Fernández de Torrijos                                 | Martín Torrijos Espino       | 1 de septiembre de 2004-1 de julio de 2009      |
|         | Marta Linares de Martinelli                                  | Ricardo Martinelli           | 1 de julio de 2009-1 de julio de 2014           |
|         | Lorena Castillo de Varela                                    | Juan Carlos Varela           | 1 de julio de 2014-1 de julio de 2019           |
|         | Yazmín Colón de Cortizo                                      | Laurentino Cortizo           | 1 de julio de 2019-1 de julio de 2024           |
|         | Maricel Cohen de Mulino                                      | José Raúl Mulino             | 1 de julio de 2024-En el cargo                  |